# Steigen
Steigen ist eine Kommune im norwegischen Fylke Nordland. Die Kommune hat 2662 Einwohner (Stand: 1. Januar 2025). Verwaltungssitz ist die Ortschaft Leinesfjord.

## Geografie

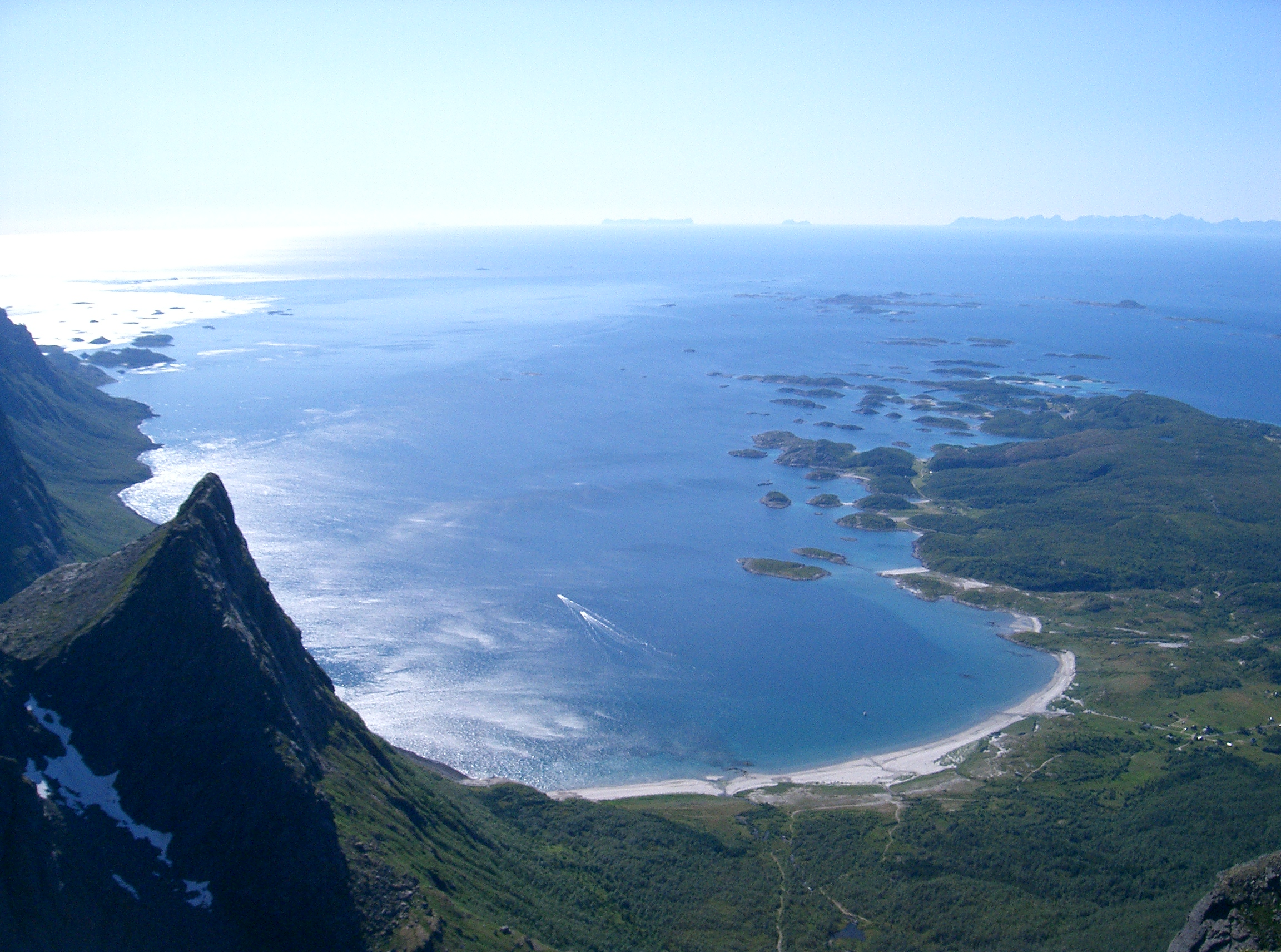
Blick auf die Westküste an der Bucht Brennvika

Die Gemeinde grenzt im Norden und Nordosten an Hamarøy sowie im Osten und Südosten an Sørfold. Des Weiteren bestehen Seegrenzen zu Bodø im Süden sowie zu den Lofoten-Kommunen Moskenes, Vestvågøy und Vågan im Westen. Zu Steigen gehören ein Gebiet auf dem Festland und mehrere vorgelagerte Inseln wie die Lundøya und die Engeløya. Die Engeløya ist mit 69,25 km² die 59.-größte Insel des norwegischen Hauptlandes, die unbewohnte Lundøya erreicht mit 26,46 km² Platz 100. Ins Festland scheren sich mehrere Fjorde ein, im Norden an der Grenze zu Hamarøy befindet sich das Sagfjorden, weiter südlich das Fjord Nordfolda. In die dazwischenliegende Halbinsel schneiden sich des Weiteren mehrere kleinere Fjordarme ein. Im Landesinneren befinden sich mehrere Seen, unter anderem das Storvatnet nahe der Ostgrenze von Steigen.
An der Westküste gibt es teilweise eine breite Strandebene, weiter von der Küste entfernt ist das Gebiet von höheren Bergen geprägt. Die höchste Erhebung ist der Helldalisen mit einer Höhe von 1352 moh. Der Berg befindet sich südlich des Fjords Nordfolda an der Grenze zu Sørfold.

## Einwohner
Die Bevölkerung lebt relativ verteilt, es gibt jedoch eine leichte Konzentration rund um den Ort Leinesfjord, wo auch der Sitz der Verwaltung liegt. Leinesfjord ist der einzige sogenannte Tettsted, also die einzige Ansiedlung, die für statistische Zwecke als eine städtische Siedlung gewertet wird. Zum 1. Januar 2024 lebten dort 243 Einwohner. Der Bereich im Landesinneren sowie der im Süden ist nahezu unbewohnt. Die Einwohnerzahlen gehen seit den 1950er-Jahren zurück, von 1950 bis 2016 halbierten sie sich.
Die Einwohner der Gemeinde werden Steigværing genannt. Offizielle Schriftsprache ist wie in vielen Kommunen in Nordland Bokmål, also die weiter verbreitete der beiden norwegischen Sprachformen.
| Jahr          | 1986 | 1990 | 1995 | 2000 | 2005 | 2010 | 2015 | 2020 | 2025 |
| ------------- | ---- | ---- | ---- | ---- | ---- | ---- | ---- | ---- | ---- |
| Einwohnerzahl | 3525 | 3271 | 3154 | 2977 | 2802 | 2619 | 2507 | 2608 | 2662 |

## Geschichte

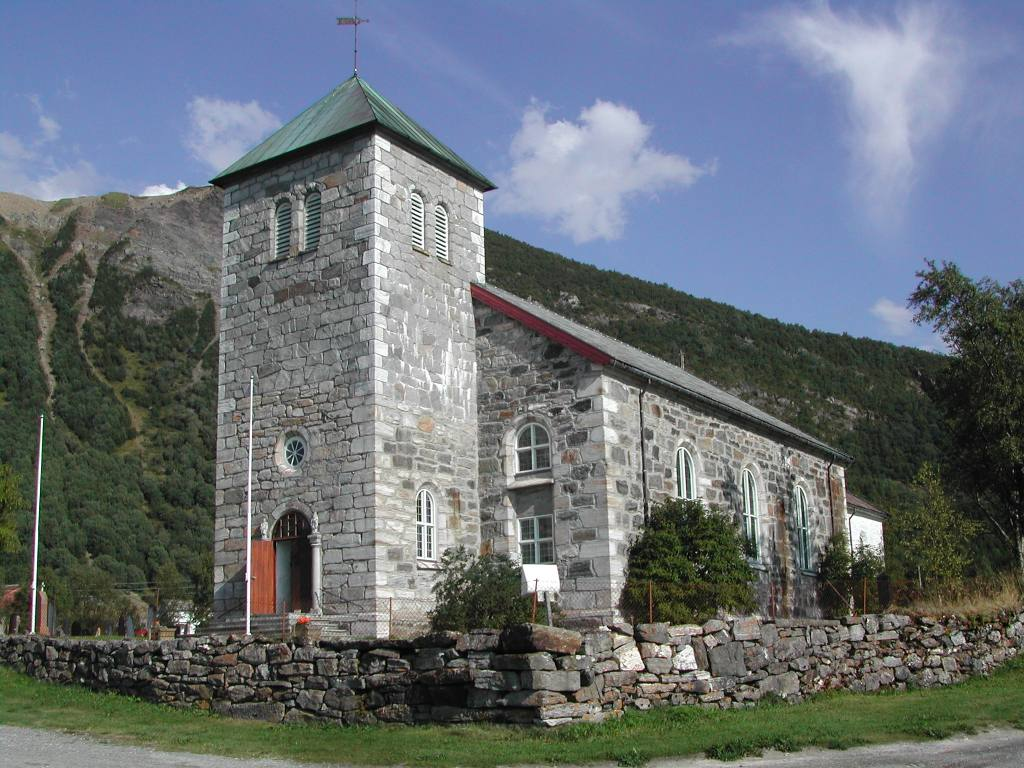
Steigen kirke

Die Kommune Steigen wurde nach der Einführung der lokalen Selbstverwaltung im Jahr 1837 gegründet. Zum 1. September 1900 wurde ein von 1117 Personen bewohntes Gebiet abgespalten und daraus die Gemeinde Leiranger gebildet. Steigen verblieb mit 2216 Einwohnern. Am 1. Januar 1964 wurden die Kommunen Steigen mit 1829 und Leiranger mit 1397 Einwohnern sowie Teile von Kjerringøy, Nordfold und Hamarøy zur neuen Gemeinde Steigen zusammengelegt. Aus Kjerringøy gingen 30 Personen an Steigen über, von Nordfold 1212 und von Hamarøy 77.
Auf der Engeløya gibt es mehrere Funde, unter anderem in einem Grabhügel aus der Römerzeit und eine Ausgrabung, die auf eine Besiedlung während der Wikingerzeit hinweist. Die Steigen kirke ist eine Kirche aus dem Jahr 1250 auf der Engelsøya. Weitere Kirchen in der Kommune sind die Nordfold kirke aus dem Jahr 1976 und die Leiranger kirke, die 1911 eröffnet wurde.

## Wirtschaft und Infrastruktur

### Verkehr
Durch die Gemeinde führen mehrere Fylkesveier, die die Ortschaften untereinander verbinden. Auf die Engeløya führt eine Brücke. Der Steigentunnel im Nordosten von Steigen stellt die Verbindung zum restlichen norwegischen Straßennetz her. Er führt in die Gemeinde Hamarøy und dort zur Europastraße 6 (E6), welche von Süd- bis nach Nordnorwegen führt.

### Wirtschaft
Ein wichtiger Bestandteil der Lokalwirtschaft ist die Landwirtschaft. Diese basiert auf der Tierhaltung, wobei die Milchproduktion und die Haltung von Schafen weit verbreitet sind. Vor allem im Süden von Steigen ist auch die Fischerei von größerer Bedeutung. An mehreren Standorten wird in der Gemeinde Lachszucht betrieben. Kaum ausgebaut ist hingegen die industrielle Produktion. Im Jahr 2019 arbeitete der Großteil der Arbeitstätigen in Steigen selbst, nur ein eher kleiner Anteil war in Gemeinden wie Bodø, Hamarøy oder Fauske tätig.

## Name und Wappen
Das seit 1991 offizielle Wappen der Kommune zeigt drei schwarze Axtköpfe auf goldenem Hintergrund, womit auf die Verbindung zur Wikingerzeit hingewiesen werden soll. Der Gemeindename leitet sich von altnordischen Verb stíga ab, welches „steigen“ bedeutet und für steil ansteigende Erhebungen steht.

## Persönlichkeiten
- Torleif Elgvin (* 1950), evangelischer Theologe und Spezialist für Qumranforschung
- Marit Elveos (* 1965), Skilangläuferin